# Paramangola schmitti
Paramangola schmitti är en insektsart som beskrevs av Synave 1956. Paramangola schmitti ingår i släktet Paramangola och familjen sköldstritar. Inga underarter finns listade i Catalogue of Life.